# Jinolice
Jinolice är en ort i Tjeckien. Den ligger i den centrala delen av landet, 80 km nordost om huvudstaden Prag. Jinolice ligger 319 meter över havet och antalet invånare är 167.
Terrängen runt Jinolice är platt åt sydväst, men åt nordost är den kuperad.Runt Jinolice är det tätbefolkat, med 493 invånare per kvadratkilometer. Närmaste större samhälle är Jičín, 4,9 km söder om Jinolice. Trakten runt Jinolice består till största delen av jordbruksmark.